# Малі Дедеркали
Малі́ Дедерка́ли — село в Україні, у Великодедеркальській сільській громаді Кременецького району Тернопільської області. Від вересня 2015 року ввійшло у склад Великодедеркальської сільської громади. Розташоване на річці Кума, на сході району.

## Доба УНР
16 червня 1919 року під селом Малі Дедеркали відбувся бій козаків 1-го кінного  полку ім. М. Залізняка Дієвої армії УНР з більшовиками. В цьому бою загинув ударний відділ сотника Антона Юницького з дев'яти козаків та старшин. Тіла загиблих були  нелюдсько понівечені ворогом. Загиблі вояки були поховані селянами в селі Великі Дедеркали 17 червня 1919 року в братській могилі. В могилі поховали сотника Антона Юницького, хорунжого Олександра Харченка, чотового Макара Пилипенка, козака Івана Хижого, козака Панаса Морозового та 4 невідомих вояків.
На 1936 рік село входило до ґміни Дедеркали Кременецького повіту.

## Сьогодення
До 2015 року підпорядковувалося Великодедеркальській сільській раді. Від вересня 2015 року ввійшло у склад Великодедеркальської сільської громади.
12 червня 2020 року, відповідно до розпорядження Кабінету Міністрів України № 724-р «Про визначення адміністративних центрів та затвердження територій територіальних громад Тернопільської області» увійшло до складу Великодедеркальської сільської громади.
19 липня 2020 року, в результаті адміністративно-територіальної реформи та ліквідації Шумського району, село увійшло до складу Кременецького району.

## Релігія

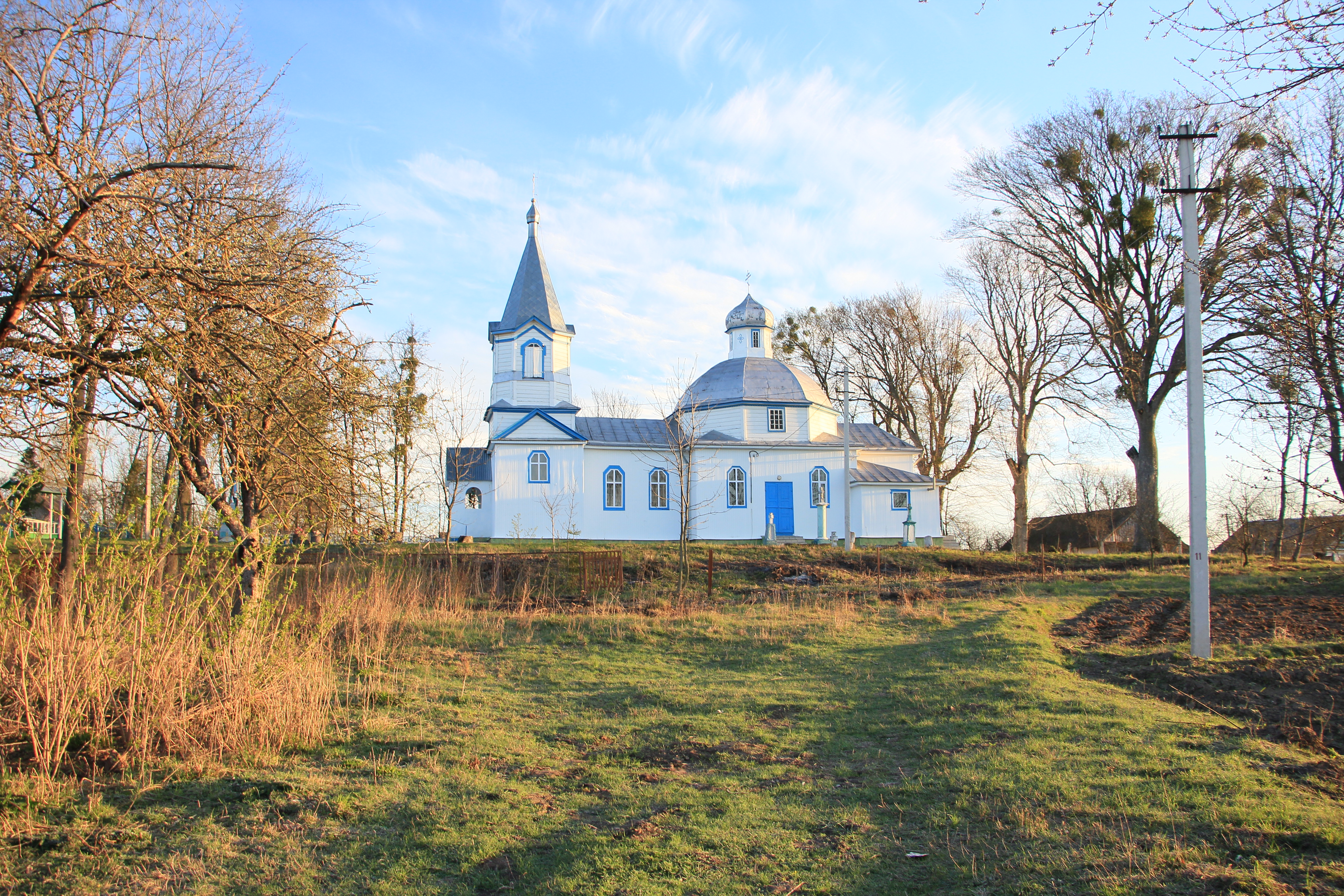
Дерев'яна церква

Є церква Божої Матері Казанської (ПЦУ) (1843, дерев'яна).

## Пам'ятки
Споруджено пам'ятник воїнам-односельцям, полеглим у німецько-радянській війні (1967).

## Сільське господарство
Діє сільськогосподарське товариство «Відродження» (2000).

## Населення
У 2003 році в селі проживало 623 особи.

### Мова
Розподіл населення за рідною мовою за даними перепису 2001 року:
| Мова       | Кількість | Відсоток |
| ---------- | --------- | -------- |
| українська | 629       | 99.84%   |
| російська  | 1         | 0.16%    |
| Усього     | 630       | 100%     |

## Галерея

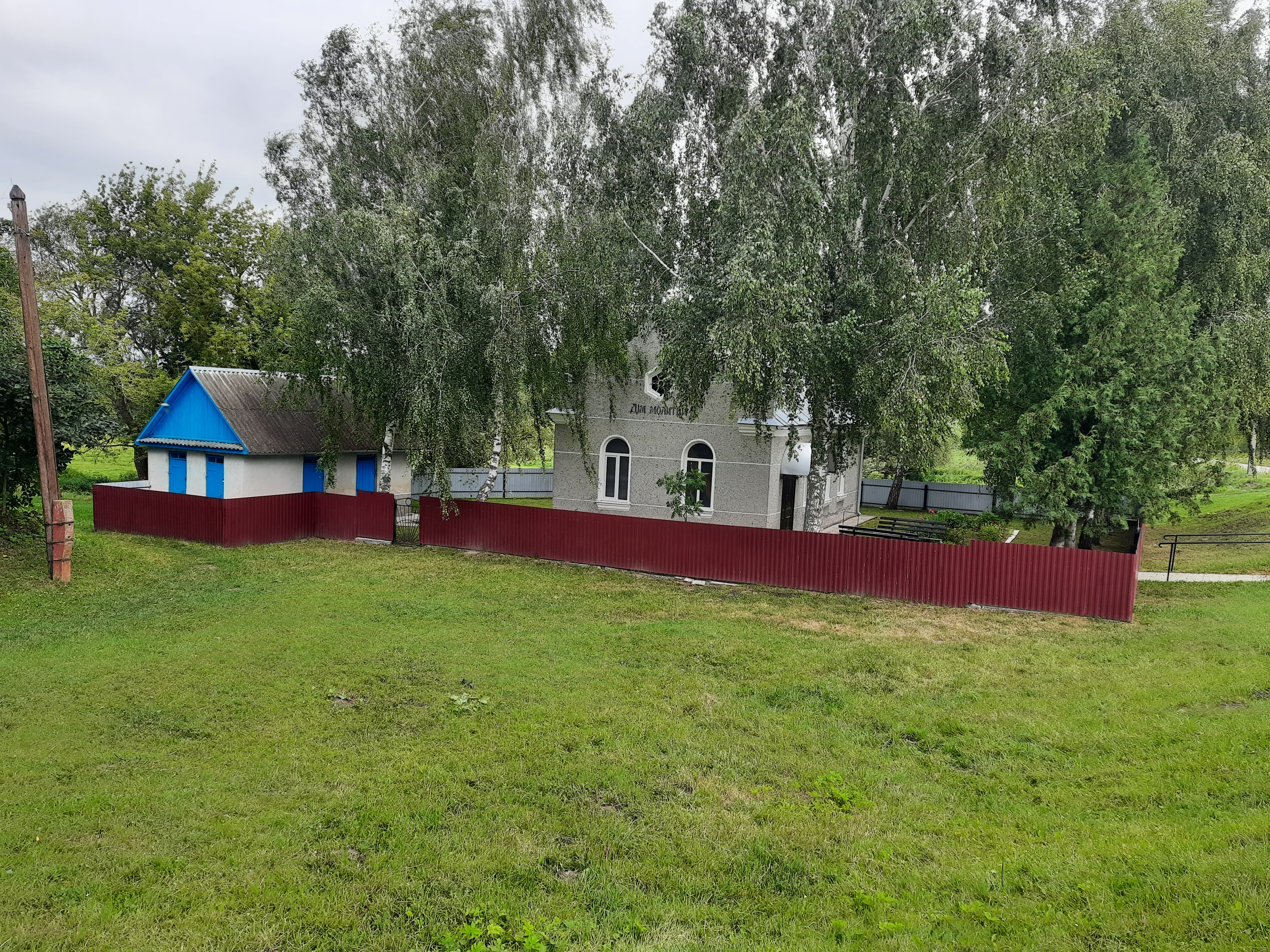
Дім молитви
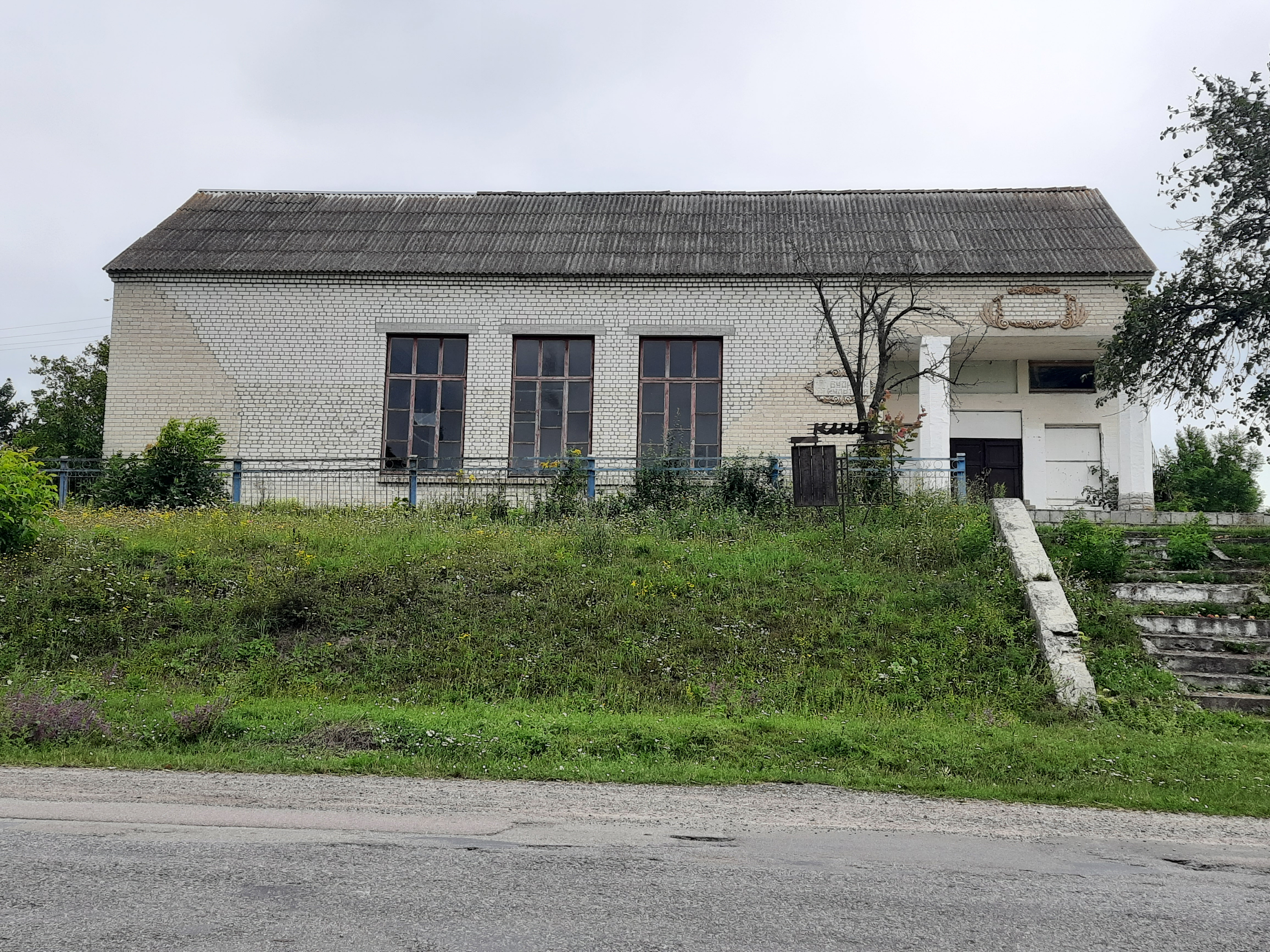
Клуб
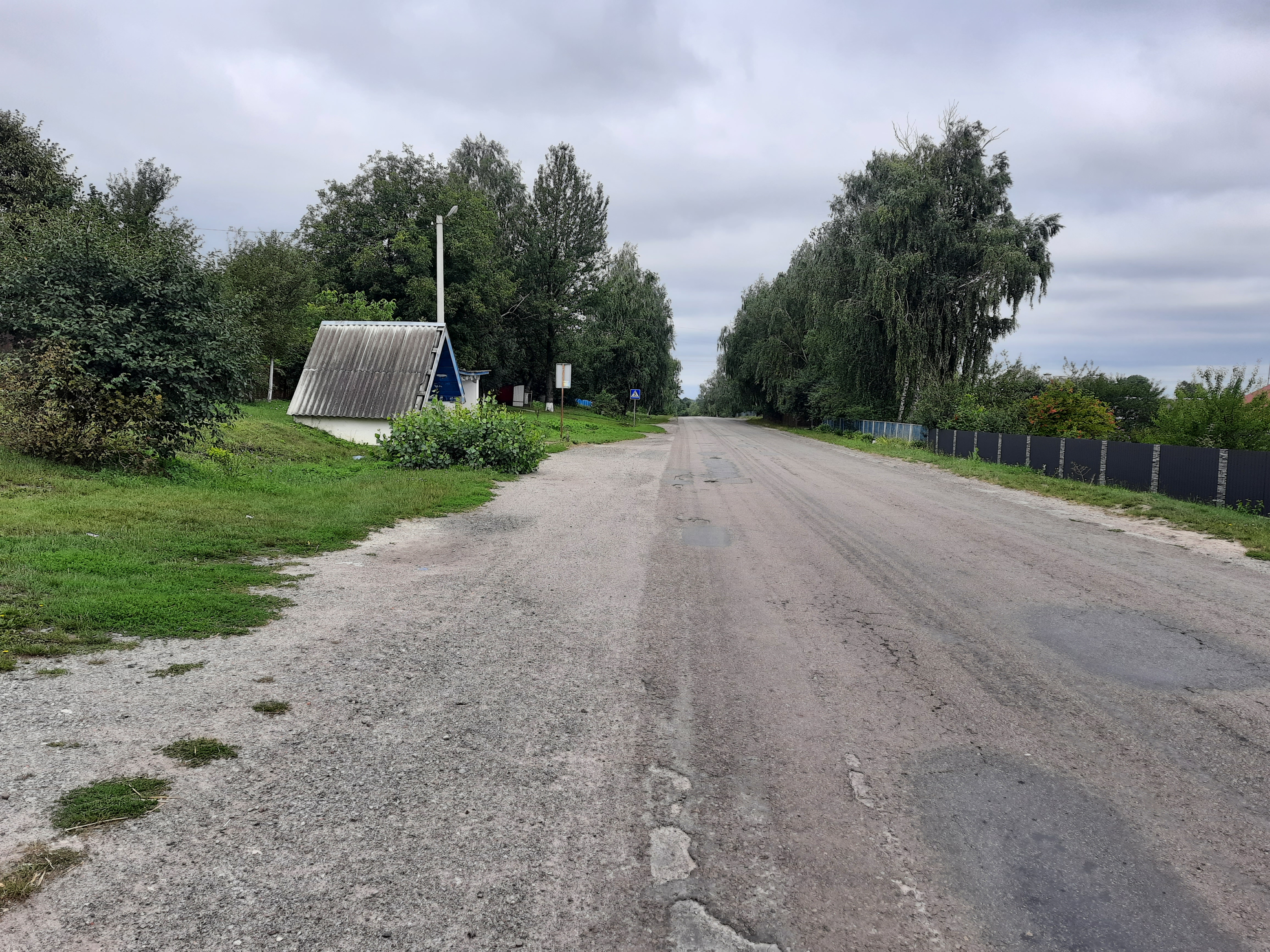
Дорога через село
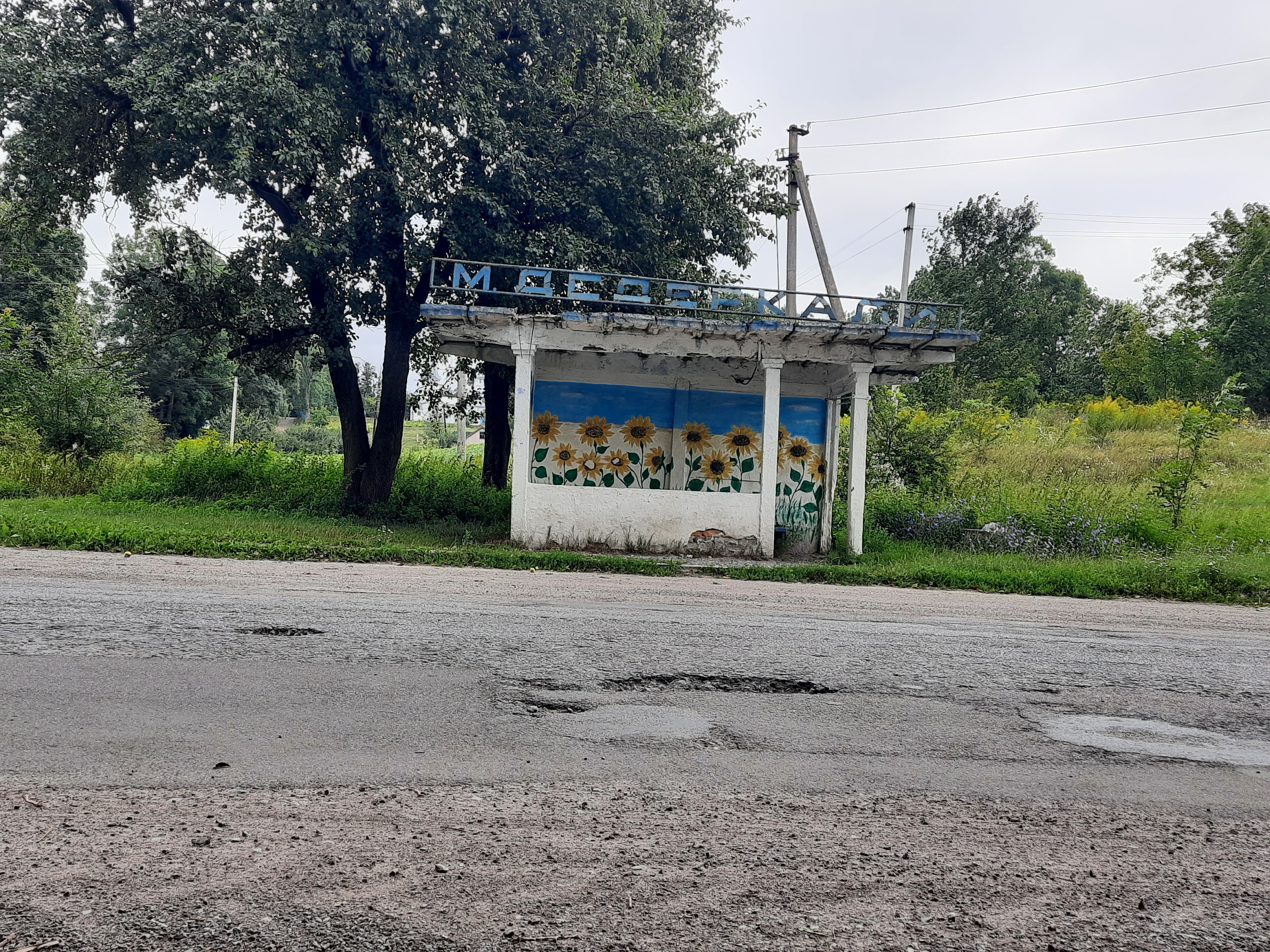
Автобусна зупинка
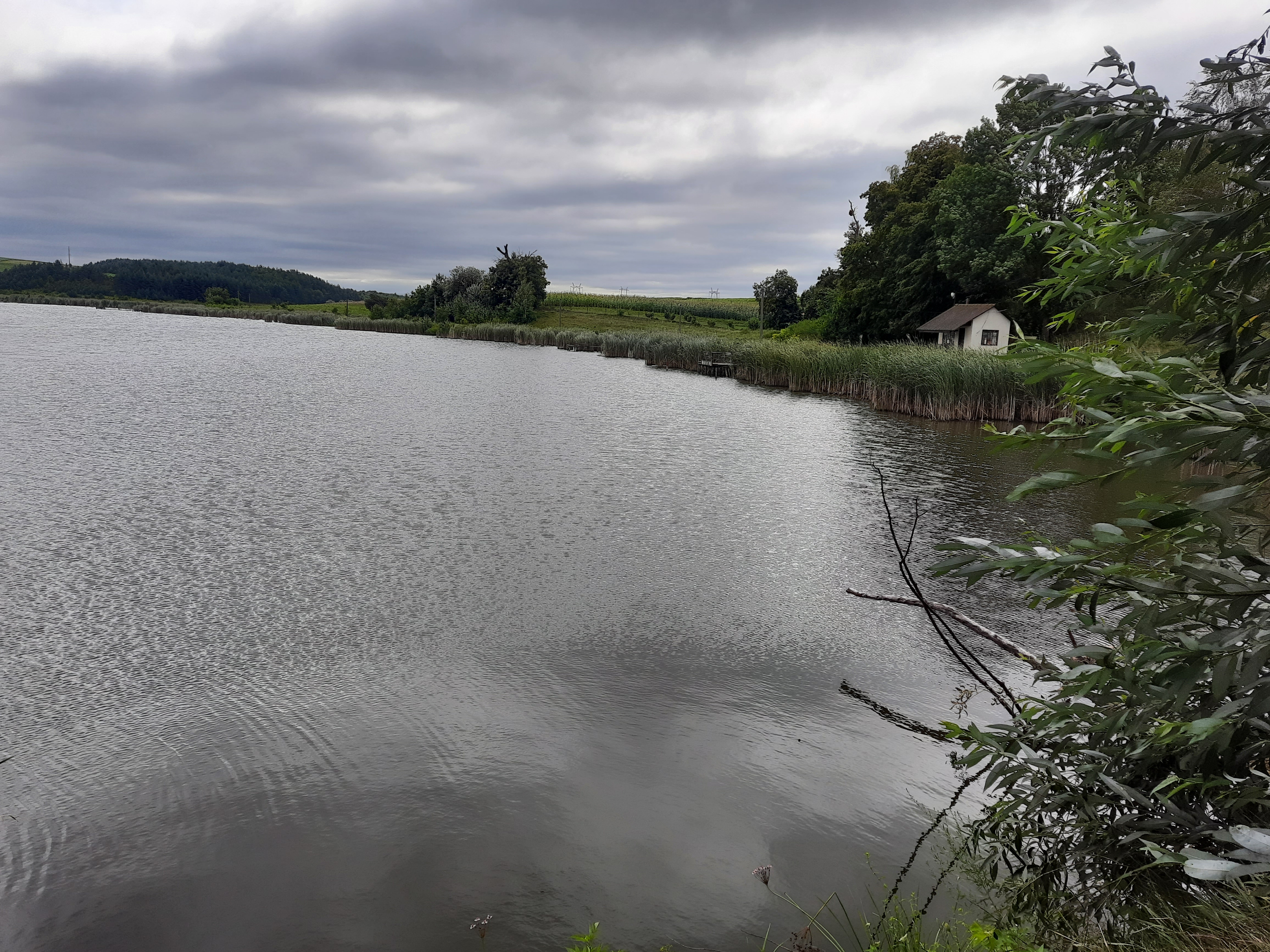
Став біля села